# 黒い瞳のノア
『黒い瞳のノア Cielgris Fantasm』（くろいひとみのノア シェルグリス ファンタズム）は、ガストによって発売されたPlayStation用RPG。発売日は1999年7月1日。2008年1月30日よりゲームアーカイブスとして配信されている（PlayStation Portable・PlayStation 3用）。

## ゲーム概況

### 目的
このゲームの目的は、3年以内に魔神を倒すことである。しかし、3年以上かかって魔神を倒す事も、また魔神を倒さずにゲームを進めることも可能である。

### カレンダーシステム
本作品最大の特徴が、このシステムである。ノアがフィールド上を移動する度に日付が刻々と変わっていく。経過日数によってイベントが発生する。

### 戦闘
フィールド上やダンジョン内で魔獣と遭遇すると、戦闘に突入する。戦闘はタイム制になっており、タイムゲージが満タンになったキャラクターが、それぞれ行動する事になる。当然素早さが高いキャラクターほど、タイムゲージが溜まる速度は速くなる。

### 魔獣ゲットシステム
戦闘中に体力が少なくなった魔獣を捕らえ、自分の仲間にすることが出来る。基本的にパーティーの編成は、このゲットした魔獣達で構成される。

### アルバイト
他のRPGとは違い、戦闘に勝ってもお金は一切もらえない。お金を稼ぐには、町の酒場にある依頼をこなして行く必要がある。又、王都ソレイラントでは洗濯物屋で洗濯物を取り込むイベントがあるが、酒場ではないため省略する。酒場での主な依頼内容を以下に記す。
- 皿洗い

請負後発生。ボタン連打のミニゲーム
- 注文取り

請負後発生。もぐら叩き風のミニゲーム
- 配達

指定された日数までに手紙を配送する。
- 護衛

目的地までゲストを護衛するバイト。パーティの中にゲストを入れなければならないが、ゲストは戦闘には参加しない。
- 退治

指定された場所の魔獣を倒すアルバイト。魔獣をゲットする事も可能。

## ストーリー
ノアはいつものように幼馴染のディスティーンと遊んでいた。しかし、村外れの洞窟で魔神が復活、ディスティーンは石にされてしまう。絶望にふけるノアの元に女神ニルが現れ、｢ディスティーンを救えるのはあなたしかいません｣と告げる。この日から、ノアの冒険が始まったのである。

## 登場人物

### ノアと仲間達
ノア
本編の主人公。幼馴染のディスティーンに好意を抱いており、密かに彼との結婚を夢見ている。腕力こそないが、魔法の力に長けており、また魔獣を仲間にして目の前で石にされたディスティーンを元に戻すべく、冒険者となり魔神に立ち向かう。
ディスティーン
ノアの幼馴染。魔神の復活に居合わせてしまったが為に、石にされてしまう。
ベルナール
ベテラン冒険者。戦い方や魔獣の捕まえ方などを伝授してくれる。クールな二枚目なのだが、料理のセンスだけは最悪。ノアのことをいつも｢ちびちゃん｣と呼ぶ。
セリエナ
ベルナールの幼馴染。裕福な家のご令嬢。ノアに魔法についての助言をしてくれる。ひそかにベルナールに好意を抱いている。
デュラン
女神ニルに仕える神官。魔神や魔法に関する情報を提供してくれる。見た目は非常に厳しそうだが、実は子煩悩で水恐怖症という一面も。

### 女神
ニル
大地を司る女神。ノアに冒険に出ることを促す。
エーナ
水を司る女神。おっとりとした性格。
エルザ
風を司る女神。クールな性格。
アグリア
火を司る女神。無邪気で人懐っこい。

### 敵
魔神
シャムール村外れの洞窟に封印されていた、諸悪の根源。3年以内に倒す事が、このゲームの目的である。ちなみに、6年以上経ってから魔神と戦った場合、更にパワーアップした魔竜と戦う事になる。

## その他
バグにより入手できない、合成できない魔獣がある。この魔獣については公式サイトで告知されている。
ワンダースワンにてガストから2000年6月22日の発売が決定し、3980円の価格設定もされていた続編『黒い瞳のノア ～シェルグリス クロニーク～』は発売中止となった。
「SBG「黒い瞳のノア」の続編がWSで登場。より戦略性を増したシステムに注目」(ITmedia +D Games)